# ペガスス座タウ星
ペガスス座τ星（英語: Tau Pegasi）はペガスス座にある5等級の恒星で、太陽より大きなA型主系列星または準巨星である。

## 名称
ヨハン・バイエルは、彼の星図『ウラノメトリア』の中でこの恒星に対して Sagma や Salma という名称を付けているが、アメリカのアマチュア博物学者リチャード・ヒンクリー・アレンは著書『Star Names: Their Lore and Meaning』の中で、これらはアラビア語で「革製の釣瓶」を意味する Salm の誤りであるとしている。2017年9月5日、国際天文学連合の恒星の命名に関するワーキンググループ（WGSN）は、ペガスス座τ星の固有名として、Salmを正式に承認した。